# نیروگاه برق آبی روکارارا
نیروگاه برق آبی روکارارا (به لاتین: Rukarara Hydroelectric Power Station) یک نیروگاه برقابی در رواندا است که در Rukarara واقع شده است.